# Cheilosia grisella
Cheilosia grisella es una especie de sírfido. Se distribuyen por el paleártico en Eurasia.